# La copa de la vida
La copa de la vida è un brano di Ricky Martin scritto da Desmond Child e Robi Rosa.
Il brano è stato inserito nell'album Vuelve del 1998.
Data l'enorme popolarità raggiunta da Ricky Martin in tutto il mondo e il riferimento del brano a una "coppa", il brano fu scelto come canzone ufficiale dei Mondiali di calcio 1998.
La versione inglese del brano The Cup of Life è uscita nel 1999 per l'album Ricky Martin.

## Il singolo
Il singolo di The Cup of Life è il secondo di Ricky Martin a uscire sul mercato americano, e supera la popolarità ottenuta dal precedente singolo (Un, dos, tres) María; infatti, The Cup of Life riesce ad arrivare fino alla posizione numero 45 della prestigiosa Billboard Hot 100. Va ancora meglio in Europa, dove il brano raggiunge la vetta delle classifiche di quasi tutti i paesi in cui viene commercializzato.

## Tracce
Europe CD Single
1. The Cup of Life
2. The Cup of Life - Remix Long Version
3. La Copa de la Vida - Spanglish Remix - Radio Edit
4. La Copa de la Vida - Album Version

Mexican Promo CD Single
1. La Copa de la Vida 4.28
2. La Copa de la Vida Remix Spanish Radio Edit 4.37
3. La Copa de la Vida Remix Spanglish Radio Edit 4.37
4. La Copa de la Vida Remix Spanish Long Edit 8.39
5. La Copa de la Vida Remix Spanglish Long Edit 8.39

UK CD Single vers. 1
1. The Cup of Life English Radio Edit
2. The Cup of Life Spanglish Radio Edit
3. The Cup of Life Original English Version
4. The Cup of Life Extended English Version
5. The Cup of Life Extended Spanglish Version

UK CD Single vers. 2
1. The Cup of Life
2. The Cup of Life - Remix - Long Version
3. La Copa de la Vida - Spanglish Remix - Radio Edit
4. La Copa de la Vida - Album Version

UK CD Single Limited Edition
1. The Cup of Life English Radio Edit
2. The Dub of Life Mix
3. Maria - Jason Nevins Remix
4. Maria - Spanglish Radio Edit
5. The Cup of Life Spanglish Radio Edit

## Classifiche

### Classifiche settimanali
| Paese       | Posizione massima |
| ----------- | ----------------- |
| Italia      | 1                 |
| Svizzera    | 1                 |
| Francia     | 1                 |
| Australia   | 1                 |
| Germania    | 1                 |
| Paesi Bassi | 7                 |
| Austria     | 4                 |
| Belgio      | 1                 |
| Finlandia   | 11                |
| Svezia      | 1                 |
| Norvegia    | 2                 |
| Stati Uniti | 45                |

### Classifiche annuali
| Paese (1998) | Posizione raggiunta |
| ------------ | ------------------- |
| Australia    | 1                   |
| Italia       | 3                   |
| Svezia       | 5                   |
| Belgio       | 7                   |
| Francia      | 8                   |
| Svizzera     | 9                   |
| Austria      | 35                  |